# Hum Košnički
Hum Košnički is een plaats in de gemeente Desinić in de Kroatische provincie Krapina-Zagorje. De plaats telt 105 inwoners (2001).